# Война на Израел срещу „Хамас“
На 7 октомври 2023 г. палестински въоръжени групировки, водени от Хамас, започват пълномащабно нападение срещу Израел от ивицата Газа, пробивайки бариерата между Газа и Израел и нахлувайки през граничните пунктове на Газа в близките израелски селища и военни съоръжения. Хамас го нарича операция „Буря Ал-Акса“. Това е първият пряк конфликт в границите на Израел след арабско-израелската война от 1948 г. Бойните действия започват рано сутринта с ракетен обстрел срещу Израел и нахлувания с превозни средства на израелска територия, с няколко атаки срещу околните израелски цивилни общности и военни бази. За първи път от войната Йом Кипур през 1973 г. Израел официално обявява война. Израелската операция, започнала в отговор е наречена Железни мечове от Израелските отбранителни сили.
Палестинската инвазия представлява точка на кипене в разпадането на отношенията между ивицата и Израел. Това последва месеци на сблъсъци между израелци и палестинци, включително такива в Дженин и в джамията Ал-Акса, които убиват почти 250 палестинци и 32 израелци. Хамас цитира тези събития в оправданието за офанзивата. Мохамед Деиф, командирът на нейното военно крило, бригадите Из ад-Дин ал-Касам, призовава палестинците и арабските израелци да „изгонят окупаторите и да разрушат стените“. На спешна среща на Западния бряг малко след началото на атаките, Махмуд Абас от палестинската власт изразява подкрепа за нападението, заявявайки, че палестинците имат право да се защитават срещу израелската окупация. В Израел Яир Лапид от Йеш Атид се застъпва за формирането на правителство на националното единство за борба с палестинската офанзива.
Най-малко 3000 ракети са изстреляни от Ивицата Газа, когато бойци на Хамас пробиват границата и влизат в Израел, убивайки най-малко 700 израелци, а правителството на Израел обявява военно положение. Израелският премиер Бенямин Нетаняху заявява, че Израел „е във война“ в национално обръщение след началото на атаките. Палестински бойци си проправят път в няколко кибуца близо до ивицата Газа, както и в град Сдерот. Израел отвръща на инвазията, като бомбардира стратегически сгради и домове. Палестинското министерство на здравеопазването, ръководено от Хамас в Газа, съобщава, че Израел убива най-малко 400 палестинци в престрелки и въздушни удари, включително цивилни, 78 деца и 41 жени; докато Израелските отбранителни сили заявяват, че са убили повече от 400 „терористи“. Както палестински, така и израелски медийни източници съобщават, че израелски войници и цивилни са взети за заложници от палестински екстремисти; няколко от тези заложници са отведени впоследствие в Ивицата Газа. Многобройни случаи на насилие срещу израелски цивилни също са докладвани от началото на офанзивата на Хамас, включително клане на музикален фестивал в Реим, докато израелското бомбардиране на цивилни цели, включително болница и линейка, убиват почти 200.
Говорител на Хамас обявява, че Иран подкрепя палестинската офанзива и твърди, че атаката е в отговор на нападенията на еврейските заселници на Западния бряг. Държавите от западния свят, както и неговите съюзници осъждат Хамас за насилието и описват използваните тактики като тероризъм, докато някои мюсюлмански страни обвиняват израелската окупация на палестински територии и отричането на Палестинското самоопределение като първопричина за ескалацията. Съобщава се за конфликт между силите на Хизбула в Ливан и израелските сили на 8 октомври.
Според специален комитет на ООН, Амнести Интернешънъл, Лекари без граници, Бецелем, Лекари за човешки права – Израел, Международната федерация за правата на човека, учени в областта на геноцида и международното право, както и други експерти, Израел извършва геноцид в Газа срещу палестинците по време на продължаващата блокада, инвазия и бомбардировки на ивицата Газа като част от войната срещу „Хамас“.

## Палестинска офанзива

### Ракетни залпове
Около 06:30 ч. израелско лятно часово време (UTC+3) на 7 октомври 2023 г. Хамас обявява „Операция Ал-Акса Потоп“, заявявайки, че е изстреляла над 5000 ракети от ивицата Газа по Израел в рамките на 20 минути. Израелски източници съобщават, че най-малко 3000 снаряда са изстреляни от Газа. Най-малко петима души са убити от ракетните атаки. Съобщава се за експлозии в райони около Ивицата и в градове в равнината Шарон, включително Гедера, Херцлия, Тел Авив и Ашкелон. Сирените за въздушна атака също са задействани в Беер Шева, Йерусалим, Реховот, Ришон ле Цион и авиобаза Палмахим. Хамас отправя призив към оръжие, като висшият военен командир Мохамад Деиф призовава „мюсюлманите навсякъде да започнат атака“. Палестинските бойци също откриват огън по израелски лодки край Ивицата Газа, докато избухват сблъсъци между палестинците и израелските отбранителни сили в източната част на оградата по периметъра на Газа. Вечерта Хамас изстрелва още около 150 ракети към Израел, като се съобщава за експлозии в Явне, Гиватаим, Бат Ям, Бейт Даган, Тел Авив и Ришон ле Цион. Той е последван от друг ракетен обстрел сутринта на 8 октомври, като ракета уцелва медицинския център Барзилай в Ашкелон. Хамас също изстрелва 100 ракети по Сдерот. На 9 октомври Хамас изстрелва още ракети по посока Тел Авив и Йерусалим, като ракета пада близо до терминал на летище Бен-Гурион.

### Нахлувания в Израел
Едновременно с това около 1000 палестински бойци проникват в Израел от Газа, използвайки камиони, пикапи, мотоциклети, булдозери, моторни лодки и парапланери. Появяват се снимки и видеоклипове, показващи тежко въоръжени и маскирани екстремисти, облечени в черни екипи, каращи пикапи и откриващи огън в Сдерот, убивайки няколко израелски цивилни и войници. Други видеоклипове показват пленени израелци и горящ израелски танк, както и бойци, управляващи израелски военни превозни средства. Същата сутрин се извършва клане на музикален фестивал на открито близо до Реим, което потенциално води до стотици убити, като много все още са изчезнали и се крият. Свидетели разказват, че екстремисти на мотоциклети са открили огън по бягащите участници, които вече са се разпръснали поради ракетния обстрел, който ранява някои присъстващи; докато други са взети за заложници. 15 души са убити при атаката на Нетив ХаАсара. Съобщава се също, че са взети заложници в Офаким, докато домовете в Сдерот са опожарени. Хамас твърди, че са взели заложници, за да принудят Израел да освободи палестинските си затворници, твърдейки, че е взел достатъчно затворници, за да осигури освобождаването на всички палестински затворници.
Бойци на Хамас извършват десант от амфибия в Зиким. Палестински източници твърдят, че местната база на израелската армия е щурмувана. Израелските отбранителни сили съобщават, че са убили двама нападатели на плажа и са унищожили четири плавателни съда, включително две гумени лодки. Военна база извън Нахал Оз също е превзета от екстремистите, оставяйки най-малко двама израелски войници убити и най-малко шестима други заловени. Съобщава се за боеве във военната база Реим, щаб на дивизията в Газа. По-късно е съобщено, че Хамас поема контрола над базата и пленява няколко израелски войници преди Израелските отбранителни сили да си възвърнат контрола по-късно през деня. Съобщава се, че полицейският участък в Сдерот е попаднал под контрола на Хамас, като бойци са убили 30 израелци, включително полицаи и цивилни.
Няколко палестински групи изразяват подкрепата си за операцията. Бригадите на националната съпротива, въоръженото крило на светския социалистически Демократичен фронт за освобождение на Палестина (ДФОП), потвърждават участието си в операцията чрез своя военен говорител Абу Халед. На 7 октомври те заявяват, че са загубили трима бойци в битка и на 8 октомври, че са ангажирани с израелските сили в Кфар Аза, Беери и Кисуфим. Друга палестинска социалистическа военизирана група, и групата Лайънс ден изразяват подкрепата си за операцията и обявяват максимална бдителност и обща мобилизация сред войските си.
Израелски военен говорител заявява, че бойците от Газа са влезли в Израел през най-малко седем места и са нахлули в четири малки селски израелски общности, граничния град Сдерот и две военни бази както от сушата, така и от морето. Израелските медии съобщават, че седем общности са попаднали под контрола на Хамас, включително Нахал Оз, Кфар Аза, Маген, Беери и Суфа. Съобщава се, че пропускателният пункт Ерез е попаднал под контрола на Хамас, позволявайки на екстремистите да влязат в Израел от Газа. Комисарят на израелската полиция Коби Шабтай заявява, че има 21 активни места с интензивни боеве в Южен Израел.

## Отговор от Израел

### 7 октомври
Атаката, която съвпада с еврейския празник Симхат Тора, е считана за пълна изненада за израелците. Денят е смятан за най-смъртоносния за еврейските цивилни от края на Холокоста.
Системата за противовъздушна отбрана е активирана. Премиерът Бенямин Нетаняху и министърът на отбраната Йоав Галант извършват оценки на сигурността в щаба на израелските отбранителни сили (IDF) в Тел Авив. Галант по-късно одобрява мобилизирането на десетки хиляди резервисти и обявява извънредно положение за райони в рамките на 80 километра от границата с Газа. Той също така заявява, че Хамас „направи сериозна грешка“ при започването на своята атака и обещава, че „Израел ще спечели“. Той също така заявява, че резервистите трябва да бъдат разположени не само в Газа, но и на Западния бряг и по границите с Ливан и Сирия. Пътищата около Ивицата Газа са затворени от IDF. Улиците на Тел Авив също.
След нападението Израел обявява повишено състояние на готовност за потенциален конфликт. IDF допълнително съобщава за започването на целенасочени действия в Ивицата Газа в рамките на „Операция Железни мечове“. Комисарят на израелската полиция Коби Шабтай твърди, че съществува „положение на война“ след тази „масирана атака от Ивицата Газа“. Той също така обявява затварянето на целия южен регион на Израел за „гражданско движение“, както и разполагането на звеното за борба с тероризма в района.
Израелският президент Ицхак Херцог заявява, че страната е изправена пред „много труден момент“. В телевизионно предаване Нетаняху заявява: „Ние сме във война.“ Той също така каза, че IDF ще засили своите гранични разполагания, за да възпира другите да „направят грешката да се присъединят към тази война“. В по-късно обръщение той заплашва, че ще „превърне Газа в изоставен остров“ и призовава жителите му да „напуснат сега.“
Летищата в южен и централен Израел са затворени за търговска и частна употреба, докато летище Бен Гурион и летище Рамон остават работещи. Множество авиокомпании отменят полети до и от Израел. Израелските железници спират обслужването в части от страната и заменят някои маршрути с временни автобусни маршрути, докато круизните кораби заобикалят пристанища като Ашдод и Хайфа от своите маршрути.
През нощта на 7 срещу 8 октомври кабинетът по сигурността на Израел гласува да предприеме поредица от действия, за да доведе до „унищожаване на военния и правителствения капацитет на Хамас и Палестински ислямски джихад“, според изявление на кабинета на министър-председателя. Израелската електрическа корпорация, която доставя до 80% от електричеството на ивицата Газа, прекъсва захранването в района. В резултат на това, захранването на Газа е намалено от 120 MW на само 20 MW, принуждавайки я да разчита на електроцентрали, платени от палестинската власт.

### 8 октомври
През нощта Израел удря до 426 цели в Ивицата Газа. Град Бейт Ханун е почти съсипан от въздушни удари, а джамията Ал-Амин Мохамед е разрушена. Целите също включват различни жилищни блокове, тунели, домове на бойци на Хамас и кулата Уатан, която служи като център за интернет доставчиците в района. Един израелски въздушен удар убива 19 членове на едно и също семейство (включително жени и деца); оцелелите от въздушния удар твърдят, че не е имало бойци в техния район, нито са били предупредени.
Кабинетът по сигурността официално поставя страната във военно положение за първи път след войната от Йом Кипур през 1973 г. IDF заявява, че две ситуации със заложници са „разрешени“. В една общност са спасени близо 50 заложници. Няколко палестински въоръжени мъже, возещи се в крадена кола, са убити от израелските сили близо до Ашкелон след престрелка на главен път. Израелските сили също превземат полицейския участък в Сдерот, убивайки десет бойци. В същото време се съобщава, че повече палестински бойци са влезли в Маген, докато 70 палестински подкрепления пристигат в Беери.
Наредени са евакуации на жители, живеещи в близост до ивицата Газа, и Нетаняху назначава бившия бригаден генерал Гал Хирш за главен отговорник на правителството по въпросите на изчезналите и отвлечени граждани. IDF твърди, че са извикани до 300 000 резервисти и заявява, че цели да елиминира военния капацитет на Хамас и да отхвърли управлението им над Ивицата Газа.
На Западния бряг е наложен локдаун.

### 9 октомври
Съобщава се, че IDF е ударила 500 цели в ивицата Газа през нощта, включително гъсто населен бежански лагер, причинявайки „десетки“ жертви, включително деца. IDF заявява, че е установила пълен контрол над израелските градове около периметъра на Газа. Операциите срещу екстремистите продължават в Сдерот. Хамас съобщава, че ще екзекутира израелски заложници, ако Израел продължи да бомбардира „цивилни домове без предупреждение“.
Министърът на отбраната Йоав Галант обявява „пълна“ блокада на Ивицата Газа, която ще спре електричеството и ще блокира влизането на храна и гориво, добавяйки, че „Ние се борим с човешки животни и действаме съответно.“ Human Rights Watch нарича заповедта „отвратителна“ и призовава Международния наказателен съд да „отбележи този призив за извършване на военно престъпление“. IDF съобщава, че 15 общности около ивицата Газа са били евакуирани.
Израелските военновъздушни сили разполагат тежки транспортни самолети Локхийд C-130 Херкулес и C-130J в цяла Европа, за да съберат стотици недежурни служители, които да бъдат разгърнати в конфликта.

### 10 октомври
Израелските сили си връщат Кфар Аза и започват да прибират жертвите, твърдейки, че са намерили убити бебета и обезглавени жени в къщите.
IDF съобщава, че е нанесла въздушни удари по кварталите ал-Дарадж и ал-Фуркан в Газа, както и пристанището на Газа. Той също така до голяма степен унищава кварталите Ал-Карама и Римал на град Газа, където са разположени министерства на правителството, управлявано от Хамас, университети, медийни организации и хуманитарни агенции. Израелски военни самолети също поразяват граничния пункт Рафах, свързващ Газа и Египет. Семейната резиденция на Мохамед Деиф в Хан Юнис също е ударена, убивайки баща му, брат му и най-малко двама други роднини.
Министърът на националната сигурност Итамар Бен-Гвир обявява, че министерството закупува 10 000 пушки за въоръжаване на цивилни екипи за сигурност, особено в граничните общности, смесените еврейско-арабски градове и селищата на Западния бряг. Той добавя, че 4000 щурмови пушки, както и каски и бронежилетки вече са закупени от местен производител и трябва да бъдат разпределени незабавно.

### 11 октомври
Израелски военни самолети поразяват няколко сгради на Ислямския университет в Газа.
Израелските военни самолети удрят и унищожават няколко сгради на Ислямския университет в Газа, заявявайки, че той е бил превърнат във фабрика за оръжия и полигон за обучение.
Израел сформира извънредно военно правителство с министър-председателя Бенямин Нетаняху, министъра на отбраната Йоав Галант и бившия министър на отбраната Бени Ганц, оглавяващи военен кабинет с Гади Айзенкот и Рон Дермър като наблюдатели.
Единствената електроцентрала в ивицата Газа остава без гориво и поради продължаващата блокада на ивицата Газа от Израел, всички доставки на газ и други видове гориво са прекъснати.
Пристанището на град Газа е ударено с артилерийски снаряди с бял фосфор.

### 12 октомври
Израел твърди, че е бомбардирал елитните сили на Хамас Nukhba, техните командни центрове и резиденцията на високопоставен военноморски оперативен агент на Хамас, която според него е била използвана за съхранение на неопределени оръжия. Съобщава се също, че командири от две по-малки бойни групи са убити при въздушни удари.
Четирима души са ранени и седем къщи поразени след ракетна атака в Сдерот. Тъй като Израелските отбранителни сили продължават да атакуват сгради и квартали, Министерството на здравеопазването на Газа обявява, че броят на убитите в Газа достига повече от 1400 души, включително 447 деца и 248 жени.
Израелският министър на енергетиката и инфраструктурата Израел Кац заявява, че вдигането на блокадата на Газа няма да се случи, докато заложниците, които са отвлечени от Хамас, не бъдат безопасно върнати в родината си.

### 13 октомври
Рано през деня Израелските отбранителни сили издават предупреждения за евакуация за общности на север от Вади Газа, включително град Газа, в рамките на 24 часа. Евакуацията на Северна Газа, която включва разселването на 1,1 милиона палестинци е счетена за невъзможна от ООН, която в изявление предупреждава за „опустошителни хуманитарни последици.“ Малко след издаването на заповедите за евакуация, съоръженията на ООН са инструктирани да се преместят в Рафах. Органът по въпросите на бежанците на Хамас отговаря, като инструктира жителите в Северна Газа „да останат непоколебими в домовете си и да се изправят твърдо пред лицето на тази отвратителна психологическа война, водена от окупаторите".

### 14 октомври
Израелските отбранителни сили твърдят, че са ликвидирали ръководителя на въздушните операции на Хамас Мурад Абу Мурад при въздушен удар през нощта. Също така е обявен шестчасов прозорец с продължителност от 10 сутринта до 16 часа местно време за бежанците да бягат на юг по определени маршрути в ивицата Газа. Експлозия избухва в 17:30 на един от безопасните маршрути, убивайки 70 души предимно жени, деца и бебе. Някои източници го приписват на въздушен удар от Израелските отбранителни сили, докато според CNN причината е неясна, а някои анализатори отбелязват, че експлозията изглежда е произлязла от кола на земята. Financial Times провежда разследване и заключава, че „анализът на видеозаписите обаче изключва повечето обяснения освен израелски удар“, като същевременно казва, че е „трудно да се докаже окончателно дали тези взривове идват от удар на Израелските отбранителни сили."
Хамас поставя пътни блокади, пречейки на жителите на Газа да се евакуират на юг.

### 15 октомври
Израелският посланик в САЩ, Майкъл Херцог, твърди, че Израел е „в процес на установяване... голяма хуманитарна зона в южната част на Газа, с ООН“ в състояние да приеме стотици хиляди жители на Газа.